# Austrodecus cestum
Austrodecus cestum là một loài nhện biển trong họ Austrodecidae. Loài này thuộc chi Austrodecus. Austrodecus cestum được miêu tả khoa học năm 1994 bởi Child.